# Auditorio y palacio de congresos El Batel
El auditorio y palacio de congresos El Batel es una gran infraestructura cultural situada en el puerto de la ciudad española de Cartagena, junto al Museo Nacional de Arqueología Subacuática (ARQUA), cuyas obras comenzaron durante el año 2004 y abrió sus puertas a finales de 2011.
El edificio es obra del estudio de arquitectura Selgascano, formado por los arquitectos madrileños José Selgas y Lucía Cano, cuyo proyecto fue seleccionado en un concurso internacional convocado en el año 2001. Está concebido como un edificio polivalente, válido tanto como teatro, sala de conciertos y centro de congresos.

## Historia

### Construcción
Ante la falta de un teatro municipal en la ciudad de Cartagena, el ayuntamiento planteó construir uno para el disfrute de los ciudadanos, pero en vista del mercado de turismo de congresos ligado a auditorios se decidió crear finalmente un auditorio y palacio de congresos. Al ser un mercado en alza al que cada día se sumaban nuevas ciudades, se buscaba una situación privilegiada para poder competir con ventaja, por lo que se pensó en el casco histórico de la ciudad, lleno de restos arqueológicos, pero la falta de parcelas de gran tamaño obligó a plantearlo en la zona portuaria. Se gestionó ante la Autoridad Portuaria la cesión en el cantil del puerto de una parcela de 17.000 metros cuadrados emplazada junto al ARQUA.
Una vez elegido el emplazamiento del nuevo auditorio se pasó a la búsqueda de financiación tanto europea como regional y en el año 2001 se abrió un concurso nacional para el proyecto del auditorio y palacio de congresos, al que se presentaron 240 preinscripciones. El proceso posterior dejó en 70 los anteproyectos sobre los que debía resolver un jurado presidido por el presidente de la Comunidad Autónoma y formado por responsables políticos y técnicos del Ayuntamiento de Cartagena, el Colegio Oficial de Arquitectos, la Autoridad Portuaria y arquitectos de prestigio como Andrés Perea y Martín Lejárraga.
La gran aportación de Miguel Ángel Gallego en el diseño de la estructura metálica hizo que esta obra arquitectónica sirviera de ejemplo para el resto de edificaciones en este siglo a nivel nacional y europeo.
Una vez seleccionado el proyecto ganador del estudio Selgascano, las obras comenzaron en 2004, aunque la apertura no se produjo hasta finales de 2011 por los continuos retrasos que supusieron las filtraciones de agua salada debidas a la cercanía del auditorio al mar y a hundirse 32 metros en base al nivel del mar, en una zona con un nivel freático prácticamente superficial que obligó a proyectar un vaso de hormigón armado, formado por losas de gran espesor que actúan como contrapeso, así como un sistema de muros perimetrales.

### Apertura
A finales de 2011 se termina el auditorio y se empiezan a barajar nombres para el edificio y fechas de inauguración. Así en marzo de 2011 se determina que se llamaría El Batel, pero no es hasta el otoño de 2011 cuando se abren las puertas del auditorio para el público en general, así, a pesar de haber acogido un par de congresos en el interior y actos de puertas abiertas, el primer concierto del nuevo espacio lo realiza Ryūichi Sakamoto inaugurando al mismo tiempo el programa del Festival de Jazz de Cartagena de 2011, llenándose el aforo de la sala principal (sala A) por primera vez, el 16 de noviembre de 2011.
Ya en enero se comienza la temporada de teatro, siendo la primera obra en estrenarse en el auditorio Crimen perfecto, una versión de la película de Hitchcock dirigida por Víctor Conde, el 20 de enero de 2011, además del espectáculo de Balagan, ligado al Cirque du Soleil, en el que se regaló una rosa blanca a todas las asistentes en el primer pase de los tres que se realizaron en el mismo fin de semana.

## Principales Salas
- Sala A - Isidoro Máiquez

Gran sala con capacidad para 1.401 espectadores, un escenario de 224 m², una acústica espectacular, con magnífica visibilidad desde todos sus espacios, tanto la platea como los dos anfiteatros. Se trata de un espacio único por su singular ubicación bajo el nivel del mar. Es un espacio óptimo para acoger una amplia y rica programación con todo tipo de manifestaciones de la cultura musical universal: música sinfónica, ballet, ópera, musicales, teatro, etc.
En febrero del año 2017 se acordó en el pleno municipal la nominación de esta sala como Sala de Isidoro Máiquez para homenajear al insigne actor y dramaturgo cartagenero, acuerdo que se hizo efectivo en mayo de ese mismo año.
- Sala B - Antera Baus

Esta sala tiene capacidad para 444 espectadores, 442 butacas y 2 espacios para sillas de ruedas. Su escenario de 72 m² permite gran variedad de configuraciones para espectáculos, congresos y convenciones. Dispone de dos cabinas de interpretación simultánea, así como sistemas de sonido, iluminación y proyección.
En enero del año 2021 se acordó en el pleno municipal la nominación de esta sala como Sala de Antera Baus para homenajear a la célebre actriz cartagenera que fuera primera dama de los teatros de Madrid.
- Sala Multiusos

Amplia sala de 562 m², diáfana, sin butacas, panelable y divisible en 1, 4 o hasta 7 salas. Su versatilidad le permite albergar eventos desde 10 hasta 600 asistentes, con gran variedad de configuraciones.
- Sala de Exposiciones

Espacio expositivo diáfano de 500 m² situado en la primera planta, con vistas a una gran terraza hacia el Paseo Alfonso XII. Muy accesible y luminoso, se puede utilizar para exposiciones comerciales, muestras relacionadas con actividades culturales o incluso la celebración de almuerzos y cócteles.
- Hall

Vestíbulo diáfano con una superficie total de 1.200 m², personalizable y pensado para albergar exposiciones comerciales en congresos.

## Transporte público
El auditorio está conectado en transporte público mediante las siguientes líneas de autobús urbanas, operadas por ALSA (TUCARSA):
| Línea | Recorrido                         |
| ----- | --------------------------------- |
| 7     | Cartagena - Polígono de Santa Ana |
| 8     | Icue Bus                          |
| 9     | Icue Bus 2                        |